# Лебедині острови (Фолклендські острови)
Лебедині острови — невелика група островів, розташованих посередині Фолклендської протоки.

## Географія і дика природа
Лебедині острови є низинними і, переважно, вкриті травянистою рослинністю, тваринний світ представлений птахами, які зустрічаються на сусідніх островах.
Острови лежать між Західним Фолклендом і півостровом Лафоніа, що на Східному Фолкленді — двома найбільшими островами архіпелагу, які їх захищають від потужних вітрів зі сходу і заходу.

## Історія
Адмірал Джордж Грей, який перебував поблизу островів у 1836 році, залишив наступний запис у своєму щоденнику:
Лебедині острови — невеликі острови; вкритим рослинністю, і то лише в центрі, є найбільший острів, на якому є невелике але дуже чисте озеро, де один із членів команди вбив дикого лебедя; мені розповіли, що тут безліч кабанів, але мені не вдалось підстрелити жодного, хоч на острів висадилось близько 50 чоловік
Можливо саме через цю історію острови одержали таку назву.